# Lindberga naturvårdsområde
Lindberga naturvårdsområde är ett naturvårdsområde (sedan 1999 likställt med naturreservat) i Karlsborgs kommun i Västra Götalands län.
Reservatet är skyddat sedan 1989 och är 1 hektar stort. Reservatet är beläget 6,5 km norr om Undenäs. 
Området består av en höjdrygg med tunt moräntäcka eller berg i dagen. Där finns vulkaniska bergarter med kuddlava, bomber och andra spår av vulkanisk aktivitet. Det materialet är basiskt och näringsrikt, vilket gör åkerjorden bördig. 
Lindberga är en skogsby i ett småskaligt jordbruksområde omgivet av barrskog. På höjdens västra sluttning finns en hagmark. Där växer även hassel, lind, lönn, och fågelbär. Söderut i reservatet dominerar björk, en och olvon.   
Inom området kan man finna blommor som prästkrage, stor blåklocka, gökärt, svartbräken, hirsstarr och svinrot. 

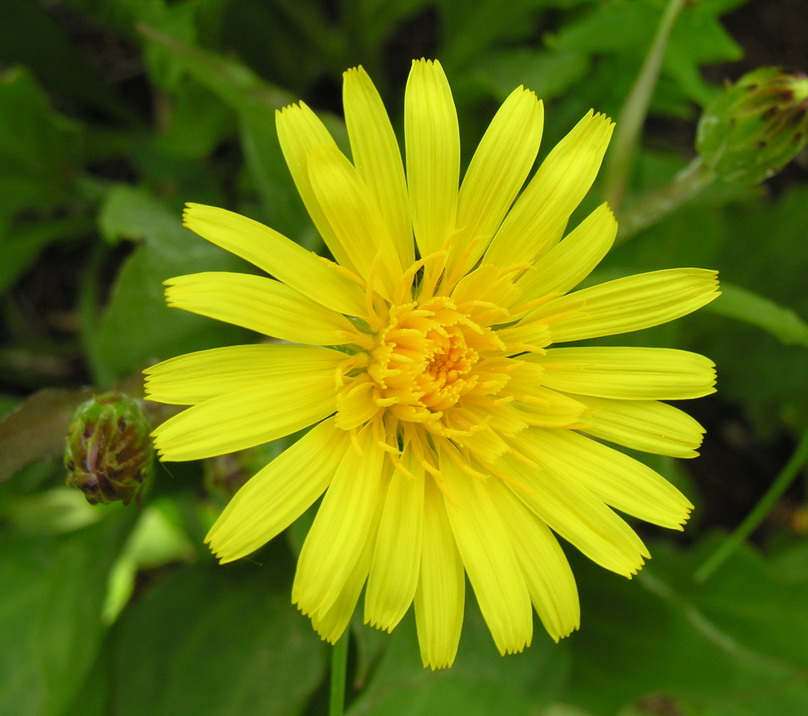
Svinrot